# 荻原松美
荻原 松美（おぎはら まつみ、1969年2月11日 - ）は、日本の打楽器奏者。シエナ・ウインド・オーケストラティンパニ及び打楽器奏者、尚美ミュージックカレッジ専門学校非常勤講師、長野県小諸高等学校非常勤講師。

## 人物
長野県北佐久郡北御牧村（現在の東御市）生まれ。国立音楽大学音楽学部器楽学科打楽器専攻卒業。同大学在学中に「シエナ・ウインド・オーケストラ」のオーディションに合格し、入団。後に、打楽器奏者2人、ピアニスト2人の構成で音楽ユニット「Ensemble nos mains」を結成。上野信一、岡田知之、塚田靖に師事。
オーケストラや打楽器アンサンブル、ミュージカルなどのクラシック・パーカッションのみならず、ドラムセットやラテンパーカッションなど多岐の分野のコンサートやレコーディングに参加している。